# 富田屋商店 (高崎市双葉町)
有限会社富田屋商店（とみたやしょうてん）は、群馬県高崎市双葉町にある企業。スーパーマーケット「エクセレントフード トミー」 (EXCELLENT FOOD TOMY) を運営していた。新日本スーパーマーケット協会（NSAJ、現・全国スーパーマーケット協会）正会員であった。また、緑提灯運動にも参加していた。

## 歴史
1928年（昭和3年）創業。もとは青果店を営んでおり、1955年（昭和30年）に法人化。1967年（昭和42年）、エクセレントフード トミーを開店し、食品スーパーマーケットへと業態を移行した。営業は1店舗のみで、売場面積は250坪、従業員数は約80人であった。老舗の高級スーパーとして食の安全や地域密着を重視し、競合他店との差別化を図っていた。2010年（平成22年）には店内のベーカリーを「トミーズベーカリー」 (TOMY'S BAKERY) へと刷新。神奈川県相模原市の企業で製パンの技術を習得し、扱いが難しいとされる天然酵母や日本国内産の具材の使用にこだわった。
2015年（平成27年）10月13日、店舗入口に閉店を告知する旨の貼り紙が掲示された。高崎前橋経済新聞は、閉店の事実を知らずに来店した顧客が告知を見て引き返す様子や、取引先の果樹園担当者が店と連絡が取れず困惑している様子などを報じた。当該記事は同紙の2015年の記事の中で最も読まれた記事となった。
店舗はその後解体され、跡地はマンションへと建て換えられた（ポレスター高崎レジデンス、2019年竣工）。